# Mohamed Camara (ur. 2000)
Mohamed Camara (ur. 6 stycznia 2000 w Bamako) – piłkarz malijski grający na pozycji środkowego pomocnika w katarskim klubie Al-Sadd oraz w reprezentacji Mali.

## Kariera klubowa
Swoją karierę piłkarską Camara rozpoczął w klubie AS Real Bamako. W sezonie 2017 zadebiutował w jego barwach w malijskiej pierwszej lidze. W klubie tym grał przez sezon.
W 2018 roku Camara został zawodnikiem Red Bull Salzburg i od razu trafił do rezerw tego klubu, FC Liefering. W nich zadebiutował 23 lutego 2018 w przegranym 1:2 wyjazdowym meczu z FC Blau-Weiß Linz.
Zimą 2019 Camara trafił na wypożyczenie do TSV Hartberg, a 30 marca 2019 zaliczył w nim debiut w Bundeslidze w przegranym 0:2 domowym meczu z Wackerem Innsbruck. W Hartbergu spędził pół roku.
Latem 2019 Camara wrócił do Red Bulla i 28 września 2019 zanotował w nim ligowy debiut w zwycięskim 4:1 domowym meczu z Austrią Wiedeń. W sezonach 2019/2020 i 2020/2021 dwukrotnie sięgnął z Red Bullem po dublet - mistrzostwo i Puchar Austrii.
| Sezon   | Klub              | Kraj    | Rozgrywki          | Mecze | Gole |
| ------- | ----------------- | ------- | ------------------ | ----- | ---- |
| 2017    | AS Real Bamako    | Mali    | Première Division  | ?     | ?    |
| 2017/18 | FC Liefering      | Austria | Erste Liga         | 15    | 1    |
| 2018/19 | FC Liefering      | Austria | 2. Liga            | 14    | 2    |
| 2018/19 | TSV Hartberg      | Austria | Bundesliga         | 7     | 0    |
| 2019/20 | Red Bull Salzburg | Austria | Bundesliga         | 13    | 1    |
| 2019/20 | FC Liefering      | Austria | 2. Liga            | 6     | 1    |
| 2020/21 | Red Bull Salzburg | Austria | Bundesliga         | 15    | 0    |
| 2021/22 | Red Bull Salzburg | Austria | Bundesliga         | 25    | 1    |
| 2022/23 | AS Monaco         | Francja | Ligue 1            | 29    | 0    |
| 2023/24 | AS Monaco         | Francja | Ligue 1            | 20    | 1    |
| 2024/25 | Al-Sadd           | Katar   | Qatar Stars League | 1     | 0    |

## Kariera reprezentacyjna
Camara grał w młodzieżowych reprezentacjach Mali. W 2017 roku wystąpił z kadrą U-17 w Pucharze Narodów Afryki U-17 (mistrzostwo Afryki) i na Mistrzostwach Świata U-17 (4. miejsce), a w 2019 z kadrą U-20 w Mistrzostwach Świata U-20.
W reprezentacji Mali Camara zadebiutował 13 października 2019 w przegranym 1:2 towarzyskim meczu z Południową Afryką, rozegranym w Port Elizabeth. W 2022 został powołany do kadry na Puchar Narodów Afryki 2021. Rozegrał na nim dwa mecze: grupowy z Mauretanią (2:0) i w 1/8 finału z Gwineą Równikową (0:0, k. 5:6).